# Biologie des populations
La biologie des populations étudie le vivant au niveau des populations biologiques, sur le plan de la biodiversité, de l'évolution et de la biologie de l'environnement.

## Histoire
Thomas Malthus peut être considéré comme un précurseur de la biologie des populations, même s'il était économiste de formation et qu'il n'a jamais employé le terme biologie des populations. Bien que son travail An Essay on the Principle of Population traite seulement des populations humaines pour la plus grande part, il a inspiré Charles Darwin pour son propre travail L'Origine des espèces.
Darwin écrivit ainsi dans son autobiographie en 1876 : « En octobre 1838, c’est-à-dire quinze mois après le début de mon enquête systématique, il m’arriva de lire, pour me distraire, l’essai de Malthus sur la Population ; comme j’étais bien placé pour apprécier la lutte omniprésente pour l’existence, du fait de mes nombreuses observations sur les habitudes des animaux et des plantes, l’idée me vint tout à coup que dans ces circonstances, les variations favorables auraient tendance à être préservées, et les défavorables à être détruites. Il en résulterait la formation de nouvelles espèces. J’avais donc enfin trouvé une théorie sur laquelle travailler. »

## Modélisation des populations
Il est aussi possible de modéliser l'évolution d'une population initiale grâce à des chaînes de Markov. 
Pour cela, il faut définir un domaine de modélisation, une population initiale, une règle de comportement (multiplication, déplacement, mort…) (cette règle comporte généralement un processus aléatoire), une (des) condition(s) d'arrêt (population, temps…). Ce type de modèle peut s'appliquer aux populations humaines, à l'évolution des espèces dans une zone boisée ou encore à l'évolution d'une maladie. 
Une autre base de la biologie des populations est dans les équations de prédation de Lotka-Volterra. 
On utilise des indicateurs tels que :
- natalité ;
- taux de fécondité ;
- taux de mortalité ;
- migration.